# Miroslav Široký
Miroslav Široký (21. ledna 1885 Praha – 8. října 1972) byl český fotbalista, útočník.
Občanským povoláním byl úředníkem, v roce 1935 působil jako přednosta státního zástavního úřadu na pražské Malé Straně.

## Fotbalová kariéra
Hrál v předligové éře za AC Sparta Praha, SK Slavia Praha a SK Viktoria Žižkov. Za českou reprezentaci nastoupil 13. června 1908 v utkání s Anglií.